# 洛米倫巴赫河
51°14′58.05″N 7°17′13.54″E / 51.2494583°N 7.2870944°E
洛米倫巴赫河（德語：Lohmühlenbach），是德國的河流，位於該國西部，處於北萊茵-威斯特法倫州，屬於伍珀河的支流，河道全長0.8公里，發源自伍珀塔爾。